# Shenzhen Masters
Das Shenzhen Masters ist ein Schachturnier, das von 2017 bis 2019 und seit 2024 jährlich im Distrikt Longgang der chinesischen Stadt Shenzhen ausgetragen wird. Das Turnier findet als doppelründiges Rundenturnier statt, 2017 bis 2019 mit sechs Spielern, 2024 mit acht Teilnehmern. Während der COVID-19-Pandemie wurde 2021 ein Online-Turnier mit vier Spielern ausgetragen. Während der ersten drei Austragungen wurde das Turnier auch als Du Te Cup betitelt.

## Übersicht
| Jahr | Zeitraum                     | Sieger                 | Teilnehmer |
| ---- | ---------------------------- | ---------------------- | ---------- |
| 2017 | 22. März bis 3. April 2017   | Ding Liren             | 6          |
| 2018 | 4. bis 14. November 2018     | Maxime Vachier-Lagrave | 6          |
| 2019 | 16. bis 26. April 2019       | Anish Giri             | 6          |
| 2021 | 29. April bis 1. Mai 2021    | Yu Yangyi              | 4          |
| 2024 | 29. Februar bis 7. März 2024 | Bu Xiangzhi            | 8          |

## 2017
Die erste Austragung fand vom 22. März bis zum 3. April 2017 statt. Ding Liren gewann mit drei Siegen eindeutig.
| Platz | Teilnehmer     | Elo-Zahl | 1 | 1 | 2 | 2 | 3 | 3 | 4 | 4 | 5 | 5 | 6 | 6 | Punkte | SB    |
| ----- | -------------- | -------- | - | - | - | - | - | - | - | - | - | - | - | - | ------ | ----- |
| 1     | Ding Liren     | 2759     | – | – | ½ | ½ | 1 | ½ | ½ | 1 | ½ | 1 | ½ | ½ | 6½     |       |
| 2     | Anish Giri     | 2769     | ½ | ½ | – | – | ½ | ½ | ½ | ½ | 1 | ½ | ½ | ½ | 5½     | 26,75 |
| 3     | Pjotr Swidler  | 2741     | 0 | ½ | ½ | ½ | – | – | ½ | ½ | ½ | 1 | ½ | 1 | 5½     | 25,25 |
| 4     | Yu Yangyi      | 2750     | ½ | 0 | ½ | ½ | ½ | ½ | – | – | ½ | ½ | ½ | ½ | 4½     | 22,25 |
| 5     | P. Harikrishna | 2758     | ½ | 0 | 0 | ½ | ½ | 0 | ½ | ½ | – | – | 1 | 1 | 4½     | 20,25 |
| 6     | Michael Adams  | 2761     | ½ | ½ | ½ | ½ | ½ | 0 | ½ | ½ | 0 | 0 | – | – | 3½     |       |

## 2018
Bei der zweiten Austragung platzierten sich Maxime Vachier-Lagrave, Anish Giri und Ding Liren mit gerade einmal 5,5 Punkten gleich an der Spitze. Aus den 30 Partien hatte es nur in sechs Aufeinandertreffen einen Sieger gegeben. Durch den Sieg gegen Ding führte Vachier-Lagrave den direkten Vergleich im Spitzen-Trio an und gewann das Turnier.
| Platz | Teilnehmer             | Elo-Zahl | 1 | 1 | 2 | 2 | 3 | 3 | 4 | 4 | 5 | 5 | 6 | 6 | Punkte |
| ----- | ---------------------- | -------- | - | - | - | - | - | - | - | - | - | - | - | - | ------ |
| 1     | Maxime Vachier-Lagrave | 2778     | – | – | ½ | ½ | ½ | 1 | ½ | ½ | ½ | ½ | ½ | ½ | 5,5    |
| 2     | Anish Giri             | 2780     | ½ | ½ | – | – | ½ | ½ | ½ | ½ | ½ | ½ | ½ | 1 | 5,5    |
| 3     | Ding Liren             | 2816     | ½ | 0 | ½ | ½ | – | – | ½ | 1 | ½ | ½ | 1 | ½ | 5,5    |
| 4     | Yu Yangyi              | 2764     | ½ | ½ | ½ | ½ | ½ | 0 | – | – | 1 | ½ | ½ | ½ | 5,0    |
| 5     | Nikita Witjugow        | 2709     | ½ | ½ | ½ | ½ | ½ | ½ | 0 | ½ | – | – | ½ | 1 | 5,0    |
| 6     | Radosław Wojtaszek     | 2749     | ½ | ½ | ½ | 0 | 0 | ½ | ½ | ½ | ½ | 0 | – | – | 3,5    |

## 2019
Nach zwei zweiten Plätzen gelang es dem Niederländer Anish Giri beim dritten Turnier, vom 16. bis 26. April 2019, das Turnier in Shenzhen zu gewinnen.
| Platz | Teilnehmer       | Elo-Zahl | 1 | 1 | 2 | 2 | 3 | 3 | 4 | 4 | 5 | 5 | 6 | 6 | Punkte | SB    |
| ----- | ---------------- | -------- | - | - | - | - | - | - | - | - | - | - | - | - | ------ | ----- |
| 1     | Anish Giri       | 2797     | – | – | 1 | ½ | ½ | ½ | ½ | ½ | ½ | 1 | ½ | 1 | 6,5    |       |
| 2     | P. Harikrishna   | 2723     | 0 | ½ | – | – | 1 | 0 | 1 | 0 | ½ | 1 | 1 | 1 | 6,0    |       |
| 3     | Ding Liren       | 2809     | ½ | ½ | 0 | 1 | – | – | ½ | ½ | 1 | ½ | ½ | ½ | 5,5    |       |
| 4     | Richárd Rapport  | 2726     | ½ | ½ | 0 | 1 | ½ | ½ | – | – | ½ | ½ | ½ | ½ | 5,0    |       |
| 5     | Dmitri Jakowenko | 2719     | ½ | 0 | ½ | 0 | 0 | ½ | ½ | ½ | – | – | ½ | ½ | 3,5    | 17,50 |
| 6     | Yu Yangyi        | 2751     | ½ | 0 | 0 | 0 | ½ | ½ | ½ | ½ | ½ | ½ | – | – | 3,5    | 17,25 |

## 2021
Aufgrund der COVID-19-Pandemie in der Volksrepublik China konnte 2020 kein Turnier stattfinden. Stattdessen wurde 2021 ein Online-Turnier auf der Plattform chess.com durchgeführt, das aus 12 Schnellschach- und 6 Blitzschachpartien bestand. Während Rapport und Duda jeweils aus Europa spielten, waren Yu und Wei in der Veranstaltungshalle in Shenzhen anwesend, wo sie auch Simultanschach gegen insgesamt 120 Kinder spielten.
| Platz | Teilnehmer         | Elo-Zahl | Schnell | Blitz | Gesamt |
| ----- | ------------------ | -------- | ------- | ----- | ------ |
| 1     | Yu Yangyi          | 2709     | 9       | 3     | 12     |
| 2     | Jan-Krzysztof Duda | 2729     | 6       | 5     | 11     |
| 3     | Richárd Rapport    | 2763     | 6       | 2,5   | 8,5    |
| 4     | Wei Yi             | 2732     | 3       | 1,5   | 4,5    |

## 2024
Bei der fünften Austragung vom 29. Februar bis 7. März 2024, nun wieder in klassischer Form und erweitert auf 8 Teilnehmer, ereignete sich wieder ein punktgleiches Spitzentrio. Nach Sonneborn-Berger-Wertung (SB) lag Bu Xiangzhi vorne und war siegreich, auch dank des Siegs gegen Erigaisi selber. Mit einem TAR von 2698 war das Turnier zudem hochklassig genug, um für Punkte im FIDE Circuit 2024 zu berechtigen.
| Platz | Teilnehmer         | Elo-Zahl | 1 | 2 | 3 | 4 | 5 | 6 | 7 | 8 | Punkte | SB    |
| ----- | ------------------ | -------- | - | - | - | - | - | - | - | - | ------ | ----- |
| 1     | Bu Xiangzhi        | 2671     | – | ½ | 1 | ½ | ½ | ½ | 1 | ½ | 4,5    | 15,25 |
| 2     | Yu Yangyi          | 2720     | ½ | – | ½ | ½ | 1 | 1 | ½ | ½ | 4,5    | 15,00 |
| 3     | Erigaisi Arjun     | 2738     | 0 | ½ | – | ½ | 1 | ½ | 1 | 1 | 4,5    | 13,50 |
| 4     | Daniil Dubow       | 2708     | ½ | ½ | ½ | – | 0 | ½ | 1 | ½ | 3,5    | 11,75 |
| 5     | Xu Xiangyu         | 2623     | ½ | 0 | 0 | 1 | – | ½ | ½ | 1 | 3,5    | 10,50 |
| 6     | Wladislaw Artemjew | 2711     | ½ | 0 | ½ | ½ | ½ | – | 0 | 1 | 3,0    |       |
| 7     | Anish Giri         | 2749     | 0 | ½ | 0 | 0 | ½ | 1 | – | ½ | 2,5    |       |
| 8     | Ma Qun             | 2651     | ½ | ½ | 0 | ½ | 0 | 0 | ½ | – | 2,0    |       |